# Megopis vinsoni
Megopis vinsoni là một loài bọ cánh cứng trong họ Cerambycidae.